# Accipiter nanus
Accipiter nanus е вид птица от семейство Ястребови (Accipitridae). Видът е почти застрашен от изчезване.

## Разпространение
Разпространен е в Индонезия.